# Pedro Nájera
Pedro Nájera Pacheco, mais conhecido como Pedro Nájera (Cidade do México, 3 de fevereiro de 1929 – 22 de agosto de 2020), foi um treinador e futebolista mexicano que atuava como zagueiro e competiu na Copa do Mundo FIFA de 1962.
Jogou no América, com o qual conquistou a temporada 1965–66 da Primera División de México e quatro copas nacionais nas edições 1953-1954, 1954-1955, 1963-1964 e 1964-1965.
Morreu no dia 22 de agosto de 2020, aos 91 anos.